# Лодиз, Роберт
Роберт Альфред Лодиз (англ. Robert Alfred Laudise; 1930 — 1998) — американский учёный, специалист по кристаллографии.

## Биография
Родился в семье Энтони Т. Лодиза и Харриетт Э. (О'Нил), был единственным ребёнком родителей, которые оба были учителями в государственных школах. Окончил Юнион-колледж в 1952 году. Получил докторскую степень по химии в 1956 году в Массачусетском технологическом институте. После окончания учёбы устроился на работу в Лаборатории Белла, был членом технического персонала с 1956 по 1970 год, руководителем отдела исследований кристаллической химии с 1970 по 1978 год, помощником директора и директором лаборатории исследований материалов с 1972 по 1978 год, директором лаборатории исследований материалов и обработки с 1978 по 1992 год и внештатным директором по химии с 1992 по 1998 год. Начиная с 1980-х годов также занимал должности внештатного профессора в Массачусетском технологическом институте (материаловедение) и Ратгерском университете (керамика). Был женат, воспитывал пятерых детей.

## Публикации
- Лодиз Р. А., Паркер Р. Л. Рост монокристаллов. «Мир», 1974.